# Atsushi Okui
Atsushi Okui (奥井敦?, Okui Atsushi; Prefettura di Shimane, 1963) è un animatore giapponese.

## Carriera
Atsushi Okui iniziò la sua carriera nel campo dell'animazione nel 1981 presso lo studio Asahi Production, lavorando su diverse opere del franchise di Gundam e sull'anime Akira di Katsuhiro Ōtomo. Nel 1992, venne assunto dallo Studio Ghibli per animare Porco Rosso. Da allora, ha lavorato come direttore della fotografia (sfruttando sia il disegno che la CGI) in molti film dei registi Hayao Miyazaki e Isao Takahata · .